# أليسون سيلفرمان
أليسون سيلفرمان (بالإنجليزية: Allison Silverman) هي كاتبة سيناريو أمريكية، ولدت في 17 فبراير 1972.

## وصلات خارجية
- أليسون سيلفرمان على موقع IMDb (الإنجليزية)
- أليسون سيلفرمان على موقع ألو سيني (الفرنسية)
- أليسون سيلفرمان على موقع أول موفي (الإنجليزية)
- أليسون سيلفرمان على موقع قاعدة بيانات الفيلم (الإنجليزية)
- أليسون سيلفرمان على موقع كينوبويسك (الروسية)